# Émilius Goulet
Émilius Goulet PSS (ur. 15 maja 1933 w St-Isidore de Dorchester) – kanadyjski duchowny katolicki, arcybiskup metropolita Saint-Boniface w latach 2001-2009.

## Życiorys
W 1954 wstąpił do seminarium w Saint-Boniface i przez cztery lata studiował teologię. Uzyskał tytuły naukowe z dziedzin teologicznych kolejno na Uniwersytecie Montrealskim (licencjat w 1959, doktorat z 1960), na Papieskim Instytucie Biblijnym w Rzymie (1962) oraz na Ecole biblique w Jerozolimie (1963).
Święcenia kapłańskie przyjął 24 czerwca 1958 i został inkardynowany do archidiecezji Saint-Boniface. W 1960 dołączył do Stowarzyszenia Prezbiterów św. Sulpicjusza. Był m.in. profesorem seminarium w Saint-Boniface (1963-1967) oraz w Gwatemali (1967-1970), rektorem seminarium w Manizales (1970-1976), przełożonym kanadyjskiej prowincji sulpicjanów w Kanadzie (1982-1994) oraz rektorem Papieskiego Kolegium Kanadyjskiego w Rzymie (2000-2001).

### Episkopat
23 czerwca 2001 został mianowany przez papieża Jana Pawła II arcybiskupem metropolitą Saint-Boniface. Sakry biskupiej udzielił mu 16 września tegoż roku kard. Jean-Claude Turcotte.
3 lipca 2009 przeszedł na emeryturę.